# Sepiola pfefferi
Sepiola pfefferi är en bläckfiskart som beskrevs av Grimpe 1921. Sepiola pfefferi ingår i släktet Sepiola och familjen Sepiolidae. IUCN kategoriserar arten globalt som otillräckligt studerad. Inga underarter finns listade i Catalogue of Life.